# Улица Гастелло (Самара)
У́лица Никола́я Гасте́лло — улица в Октябрьском и Советском районах городского округа Самара.
Начинается в Советском районе, недалеко от улицы Юрия Гагарина, от улицы Михаила Сорокина и Канатного переулка. Продолжается, пересекая улицы Печёрскую, Дыбенко, Свирскую, Смоленскую, Майкопскую, Хабаровскую, Высоковольтную, не доходя до улицы Антонова-Овсеенко, где прерывается. Продолжается от проспекта Карла Маркса, пересекает улицу Стара-Загора, Московское шоссе, Учебный переулок, улицы Тихвинскую и Финскую, Академика Павлова и 8-ю Радиальную, после чего заканчивается пересечением с Ново-Садовой улицей.

## Название
Часть бывшего Девятого проезда и Седьмой радиальной улицы были объединены в одну улицу, получившую 22 апреля 1965 года имя в честь военного лётчика, Героя Советского Союза Николая Францевича Гастелло.

## Здания и сооружения
В начале улицы преобладают малоэтажные дома, построенные в конце 1930-х - начале 1940-х годов.
На участке между проспектом Карла Маркса и Ново-Садовой ведётся активное многоэтажное строительство. Например, в границах улиц Центральной, Гастелло, Санфировой строятся многоэтажные комплексы «Гастелло», «Париж», «Москва».
По данным экспертов газеты «Rent&Sale» недвижимость на улице Гастелло недорогая. Так, 13 сентября 2012 самая дешёвая квартира в Самаре была найдена в доме 12 по улице Гастелло. А портал «63.ru» нашёл на улице Гастелло самый необычный в Самаре дом, который сделан из стеклянных бутылок.

## Почтовые индексы
- 443011 — дома 1А, 12, 14, 18, 20, 22, 35, 35А, 35Б, 37
- 443067 — дома 1, 3, 3А, 5, 7, 9, 11, 13, 15, 17, 19, 19А, 21, 21А, 23, 25, 27, 28, 30, 31, 33 и чётные номера с 24 по 76
- 443080 — дом 49
- 443090 — дома 41, 43, 43к1, 47А, 47Б, 43А, 45, 47[5]

## Транспорт
Трамвайная остановка «Улица Николая Гастелло» находится на Ново-Садовой улице, где проходят трамвайные маршруты 5, 20, 22.
Станция метро «Спортивная» расположена в 700 метрах от начала улицы Гастелло.